# 順行和逆行

逆行軌道：衛星（紅色）的軌道與其主星（藍色/黑色）的旋轉方向相反

當地球超越一顆外行星，像是火星，外行星會暫時改變它在橫跨天空的方向。

順行在天文學中通常是物體在與其主體，即中心物體的旋轉方向相同的方向上進行的軌道或旋轉運動。它還可以描述物體旋轉軸的其他運動，例如進動或章動。
逆行是在與主體旋轉方向相反之方向上的運動（參見右圖）。然而，如果這樣描述，順行和逆行也可以指主物件以外的物件，旋轉方向由慣性參考系決定，例如遙遠的恆星。
在太陽系中，除了許多彗星和少數遙遠的天體之外，所有行星和矮行星以及大多數太陽系小天體的軌道，都是順行的。它們繞太陽運行的方向與太陽繞其軸旋轉的方向相同，從太陽北極上方觀察時，軸線是逆時針方向。除了金星和天王星之外，行星繞其軸的自轉也是順行的。大多數 天然衛星圍繞其行星的軌道也都是順行軌道。天王星的順行衛星沿天王星自轉的方向運行，即與太陽逆行。幾乎所有的規則衛星都是潮汐鎖定的，因此具有順行自轉。逆行衛星通常距離其行星小而遠，但海王星的衛星崔頓卻又大又近。所有逆行衛星都被認為在被行星小行星捕獲之前是單獨形成的。
地球上的大多數低傾角人造衛星都被放置在順行軌道上，因為在這種情況下到達軌道所需的推進劑較少。

## 順行
「順行」的英文爲  或 。前者是天文學傳統的名詞，後者於1963年首次出现于一篇與天文相關的專業文章（J. Geophys. Res. 68, 4979）。

## 逆行
「逆行」的英文爲 ，源於拉丁文 ，意爲「後退的步伐」。詞綴  義爲「後退」。 意爲「步伐」或「前進」。 是形容詞，描述天體在夜空的群星和月球之間向後退行的路徑。「逆行的水星」是將這當成形容詞的一個好例子。逆行也可以是個動詞，是在黃道帶（月球在天空中跨越恆星的路徑）的正常軌道上定義行星後退（由東向西）的運動。
雖然在我們觀察夜空時，有時會將行星誤認為恆星，但行星在群星之間的位置確實是夜復一夜的在改變，被觀察到在恆星間的順行和逆行，好像是繞著地球的。在西元150年的古希臘天文學家托勒密相信地球是太陽系的中心，但依然使用順行和逆行這個名詞來描述行星在天空中相對於背景恆星的運動。雖然，我們現在知道行星是繞著太陽公轉的，我們還是用相同的名詞來描述從地球看到的行星在星空中的運動。像太陽一樣，行星也是從東方升起，在西方落下。行星在天空中相對於恆星向東的運動，稱為順行；當行星在天空中相對於恆星向西（相反的方向）運動，稱為逆行。

## 視逆行運動

T1, T2, ..., T5 – 地球的位置
P1, P2, ..., P5 – 行星的位置
A1, A2, ..., A5 – 投影在天球

火星在2009-2010年相對於巨蟹座的視運動路徑。

當我們觀測天空，太陽、月球和恆星都是由東向西運行，這是因為地球的自轉（稱為周日運動）是由西向東的。但是軌道者，像是太空梭和許多的人造衛星，都是由西向東運行的。這是順行的衛星（它們環繞地球的方向確實和月球相同），但是它們繞行地球的速度比地球本身的自轉快，因此看上去是向著與月球相反的方向運行。火星的天然衛星火衛一也有相似的軌道，從火星的表面上看，也是向著與地球的衛星（月球）相反的方向運行的。即使佛博斯和月球都是順行軌道，但是佛博斯的軌道週期短於一個火星日，而月球的軌道週期（一個月）比地球的一天要長。也有極少數的人造衛星會以真實的退行軌道繞著地球運轉，看起來就是向西運行的，與月球的運動方向一致。
從地球上觀察，行星在天空中運行的路徑會週期性的改變運動的方向。雖然所有的恆星和行星，在回應地球自轉的基礎下，看起來每夜都是由東向西運行的，但是在外側的行星常都會相對於恆星緩緩的由西向東移動。這種運動是行星的正常運動，因此被認為是順行。但是，因為地球的軌道週期短於外側行星的軌道週期，因此會週期性的超越外側的行星，就像一輛速度較快的車在多條車道的高速公路上一樣。當發生這種情況時，原本向東運行的行星會先停下，然後後退向西運行，之後當地球在軌道上超越行星之後，看起來又恢復正常由西向東的運動。內側的水星和金星也會在相同的機制下呈現逆行的運動，然而它們的退行週期也和太陽的會合週期結合在一起。解釋視退行運動的機制是和外行星一樣的，小行星和開普帶天體（包括冥王星）都有展現出視退行運動。
有趣的是，伽利略在1612年12月28日的描繪圖中顯示首度觀測到海王星，在1613年1月27日又再度觀測到。在這兩次的機會中，海王星與木星在合的位置上，但因為位置的改變很小，以致伽利略沒有辨認出他是一顆行星，因此不能認定伽利略是海王星的發現者。在1612年12月，海王星在天空中是停滯不動的，因為它正要轉變成逆行的運動，這是當地球要超越一顆外行星之前，產生的視退行運動。因為海王星只是剛要開始年度內的退行運動，它的運動量實在是太小了，因此伽利略的小望遠鏡看不出它的位置改變。
距離越遠，逆行的頻率(每多少年發生逆行)和天數（逆行的期間）越高：
- 火星每25.6個月逆行72天。
- 木星每13.1個月逆行121天。
- 土星每12.4個月逆行138天。
- 天王星每12.15個月逆行151天。
- 海王星每12.07個月逆行158天。

順行和逆行的變化週期也是行星的會合週期。

從地球上觀察火星在2003年的逆行運動

這些視逆行令古代的天文學家非常困惑，而這也是這種天體被稱為行星的一個原因：行星這個名詞在希臘的原義是漫遊者。在以地心說為中心的太陽系，是利用行星在週轉圓上的運動來解釋。直到哥白尼的時期之前，都因無法解釋而被視為一種幻覺。隨附的星圖是2003年火星以寶瓶座為背景逆形的路徑。

## 例子
在太陽系內一些逆行的明顯例子：
- 金星的自轉是緩慢的逆行轉動。[10]
- 木星的衛星， 木衛十二、木衛十一、木衛八和木衛九都以逆行軌道繞行木星。[15]
- 土衛九以逆行的方式環繞土星，並且被認為是被捕獲的古柏帶天體。[16]
- 海衛一以逆行軌道環繞海王星，也被認為是從古柏帶中捕獲的天體。[17]
- 天王星的自轉軸傾斜98°，接近90°，也可以用不同的觀點解釋為是逆行的方向自轉。[8]

## 太陽

太陽系質心的變化

太陽繞著質心的公轉經常在順行和逆行之間變化。這是因為太陽系的質心經常改變，導致太陽並不會有一個穩定的質心公轉。

## 星系

### 衛星星系
星系团中的星系合併會導致星系的一部份被抽出，並成為合併星系的衛星星系。一個名為的小星系，就是繞著銀河系逆行公轉。

### 突起部份的逆行
部份星系有著一個突起的部份，並且是逆行公轉的。NGC 7331就擁有一個逆行公轉的突起部份。

### 中央的大質量緻密星
一個星系的中央都至少會有一個超大質量的緻密星。該緻密星是逆行自轉的，而科學家現在仍然在研究該緻密星的自轉和星系形成的關係。

## 進階讀物
- Retrograde-rotating exoplanets experience obliquity excitations in an eccentricity-enabled resonance, Steven M. Kreyche, Jason W. Barnes, Billy L. Quarles, Jack J. Lissauer, John E. Chambers, Matthew M. Hedman, 30 Mar 2020
- Gayon, Julie; Eric Bois. . Astronomy and Astrophysics. 21 April 2008, 482 (2): 665–672. Bibcode:2008A&A...482..665G. S2CID 15436738. arXiv:0801.1089 . doi:10.1051/0004-6361:20078460.
- Kalvouridis, T. J. . Astrophysics and Space Science. May 2003, 284 (3): 1013–1033. Bibcode:2003Ap&SS.284.1013K. S2CID 117212083. doi:10.1023/A:1023332226388.
- Liou, J. . Icarus. 1999, 141 (1): 13–28. Bibcode:1999Icar..141...13L. doi:10.1006/icar.1999.6170.
- How large is the retrograde annual wobble? 的存檔，存档日期2012-09-20., N. E. King, Duncan Carr Agnew, 1991.
- Fernandez, Julio A. . Monthly Notices of the Royal Astronomical Society. 1981, 197 (2): 265–273. Bibcode:1981MNRAS.197..265F. doi:10.1093/mnras/197.2.265 .
- Dynamical Effects on the Habitable Zone for Earth-like Exomoons, Duncan Forgan, David Kipping, 16 April 2013
- What collisional debris can tell us about galaxies, Pierre-Alain Duc, 10 May 2012
- The Formation and Role of Vortices in Protoplanetary Disks, Patrick Godon, Mario Livio, 22 October 1999

## 外部連結
- NASA: Mars retrograde motion